# Rydułtowy
Rydułtowy (česky též Rydultovy, německy Rydultau) je město v jižním Polsku ve Slezském vojvodství v okrese Wodzisław. Leží na historickém území Horního Slezska zhruba 15 km od českých hranic a 30 km severovýchodně od Ostravy. V roce 2023 zde žilo 20 168 obyvatel, spolu s městy Rybnik, Wodzisław Śląski, Jastrzębie-Zdrój a dalšími tvoří půlmilionovou aglomeraci (Rybnický uhelný okruh) navazující na jihu na ostravskou a na severu na katovickou aglomeraci. Z geomorfologického hlediska se rozkládá na Rybnické plošině, která je součástí Slezské vysočiny. Městem prochází železniční trať č. 140 a krajská silnice č. 935, obě spojují Rybnik a Ratiboř.

## Historie
Obec Rydułtowy vznikla 26. října 1926 spojením vesnic Rydułtowy Dolne (Nieder-Rydultau), Rydułtowy Górne (Ober-Rydultau), Orłowiec (Orlowietz), Radoszowy Dolne (Nieder-Radoschau), Radoszowy Górne (Ober-Radoschau) a Buńczowiec (Bunczowietz). Ty sdílely osud Ratibořského knížectví a od roku 1532 rybnického stavovského panství. Do roku 1742 byly součástí Zemí koruny české, načež připadly Prusku a v roce 1922 byly připojeny k Polsku v rámci autonomního slezského vojvodství.

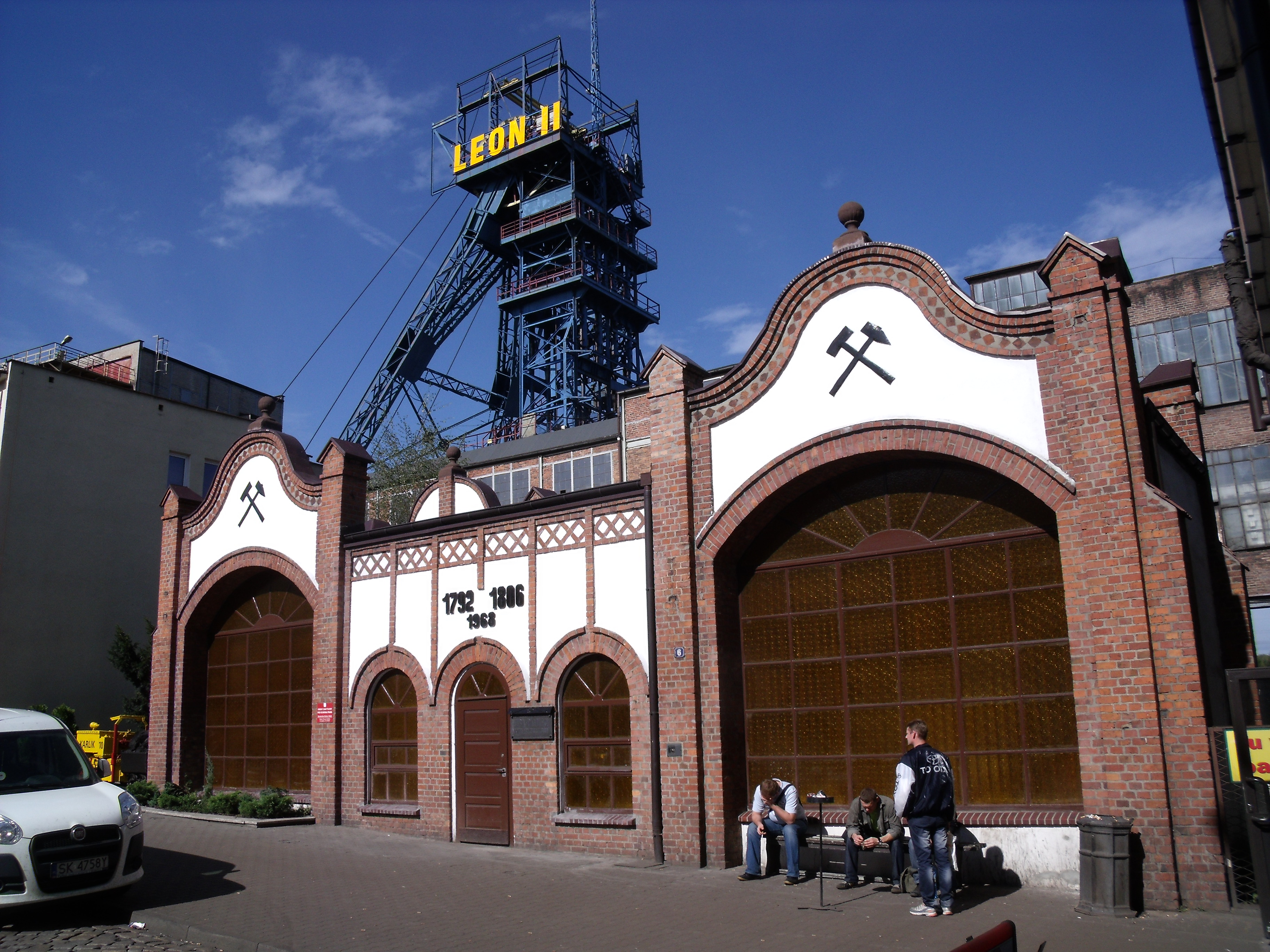
Bývalá vážní budova, nyní muzeum KWK Rydułtowy

V roce 1806 vznikl v sousední vesnici Czernica (Czernitz) na podnět majitele místního statku Friedricha von Sacka a jeho manželky Lisy černouhelný důl Charlottegrube, který byl následně pro lepší přístup k ložiskům přesunut do Dolních Rydultovů. Provoz dolu zásadně ovlivnil vývoj oblasti a způsobil nárůst počtu obyvatel. V roce 1855 Dolní Rydultovy získaly železniční spojení s Rybnikem a Ratiboří.
Roku 1951 obec Rydułtowy získala status města. Současně k ní byly připojeny Pietrzkowice. V důsledku správní reformy v roce 1975 se Rydułtowy staly městskou částí města Wodzisław Śląski (Vladislav) a opět se osamostatnily k 1. lednu 1992.
Důl Charlottegrube sloužil v letech 1944–1945, tehdy v rukou koncernu Reichswerke Hermann Göring, jako pomocný tábor KL Auschwitz. Pracovalo v něm na tisíc vězňů. Po válce zůstal pod novým názvem KWK Rydułtowy největším zaměstnavatelem ve městě. V roce 2004 jej organizačně spojili s pšovským KWK Anna do jednoho celku s názvem KWK Rydułtowy-Anna. Jedná se o nejstarší dodnes fungující důl v Horním Slezsku. Od roku 2016 patří společnosti Polska Grupa Górnicza. Důlní činnost výrazně poznamenala okolní krajinu – symbolem města je 134 m vysoká halda Szarlota.

## Památky a turistické zajímavosti

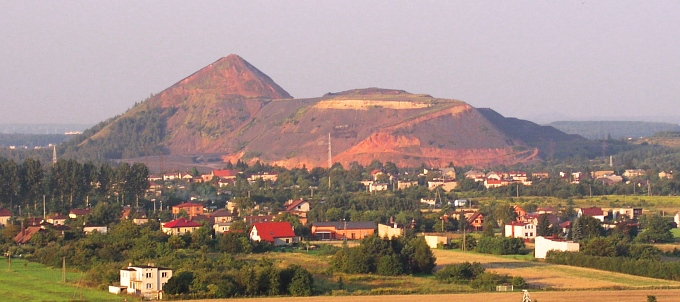
Pohled na haldu Šarlotu

- Halda Szarlota – jedna z největších výsypek v Evropě; vznikla navršením hlušiny při těžbě černého uhlí v dole Charlottegrube/KWK Rydułtowy; dosahuje výšky 134 m, zabírá plochu 37 ha a její objem činí 13,3 mil. m³
- Muzeum dolu KWK Rydułtowy v historické vážní budově z roku 1906
- Dělnická kolonie Karol – jednopodlažní dvojdomky z červené cihly z přelomu 19. a 20. století
- Novogotický kostel sv. Jiří z roku 1896 a v jeho sousedství dvojramenný smírčí kříž z roku 1628; druhý jednodušší smírčí kříž pravděpodobně z roku 1742 se nachází v městské části Radoszowy
- Funkcionalistická radnice z roku 1931
- Areál nemocnice s budovami postavenými mezi lety 1898–1911
- Železniční tunel postavený v letech 1853–1858
- Sensorický park – městský park vybaven exponáty s tematikou pěti lidských smyslů

## Osobnosti
- Henryk Górecki (1933–2010) – hudební skladatel, v Rydułtowech vyrůstal
- Zygmunt Brachmański (1936–2024) – řezbář a medailér

## Partnerská města
- Hvidovre (Dánsko, region Sjælland)
- Orlová (Česko, Moravskoslezský kraj)
- Reken (Německo, spolková země Severní Porýní-Vestfálsko)